# Chicago Wolves
Chicago Wolves je profesionální americký klub ledního hokeje, který sídlí v Chicagu ve státě Illinois. Do AHL vstoupil v ročníku 2001/02 a hraje v Centrální divizi v rámci Západní konference. Své domácí zápasy odehrává ve vesnici Rosemont v hale Allstate Arena s kapacitou 16 692 diváků. Klubové barvy jsou burgundská rudá, zlatá, černá a bílá.
Od sezony 2020/2021 je záložním týmem mužstva NHL Carolina Hurricanes. V Chicagu kromě Wolves působí i celek Blackhawks, který je tradičním účastníkem NHL. Maskotem klubu je šedý vlk Skates, který obléká dres s číslem 94, které symbolizuje rok 1994, kdy Wolves vstoupili do IHL. Kromě dvou titulů v AHL se dvakrát stal celek i šampionem IHL, celkově šestkrát startoval ve finále jedné z těchto soutěží.

## Vyřazená čísla
- 1 Wendel Young
- 11 Steve Maltais

Uznávaná čísla
Klub označil za uznávaná čísla ještě 16 (Tim Breslin) a 19 (Dan Snyder), obojí na počest svých bývalých hráčů, kteří zemřeli na chorobu, resp. následky autonehody.

## Úspěchy klubu
- Vítěz AHL - 3× (2001/2002, 2007/2008, 2021/2022)
- Vítěz západní konference - 5× (2001/02, 2004/05, 2007/08, 2018/19, 2021/22)
- Vítěz divize - 8× (2004/05, 2007/08, 2009/10, 2011/12, 2013/14, 2016/17, 2017/18, 2018/19)
- Úspěchy v IHL - 2× vítěz(1997/98, 1999/2000), 1× vítěz základní části(1999/2000), 3× vítěz konference(1997/98, 1999/2000, 2000/01), 4× vítěz divize(1997/98, 1998/99, 1999/2000, 2000/01)

## Umístění v jednotlivých sezonách
Stručný přehled
Zdroj:
- 1994–1995: International Hockey League (Severní divize)
- 1995–2001: International Hockey League (Středozápadní divize)
- 2001–2012: American Hockey League (Západní divize)
- 2012–2015: American Hockey League (Středozápadní divize)
- 2015– : American Hockey League (Centrální divize)

Jednotlivé ročníky
Zdroj:
Legenda: Z – zápasy, V – výhry, R- remízy, P – porážky, PP – porážky v prodloužení či na samostatné nájezdy, VG – vstřelené góly, OG – obdržené góly, B – body
| USA / Kanada (1994 – ) |                            |        |    |    |    |    |    |     |     |     |        |
| Sezóny                 | Liga                       | Úroveň | Z  | V  | R  | PP | P  | VG  | OG  | B   | Pozice |
| 1994/95                | IHL (Severní divize)       | 2      | 81 | 34 | 14 | –  | 33 | 261 | 306 | 82  | 3.     |
| 1995/96                | IHL (Středozápadní divize) | 2      | 82 | 40 | 8  | –  | 34 | 288 | 310 | 88  | 2.     |
| 1996/97                | IHL (Středozápadní divize) | 2      | 82 | 40 | 6  | –  | 36 | 276 | 290 | 86  | 3.     |
| 1997/98                | IHL (Středozápadní divize) | 2      | 82 | 55 | 3  | –  | 24 | 301 | 258 | 113 | 1.     |
| 1998/99                | IHL (Středozápadní divize) | 2      | 82 | 49 | 12 | –  | 21 | 285 | 246 | 110 | 1.     |
| 1999/00                | IHL (Středozápadní divize) | 2      | 82 | 53 | 8  | –  | 21 | 270 | 228 | 114 | 1.     |
| 2000/01                | IHL (Středozápadní divize) | 2      | 82 | 43 | 7  | –  | 32 | 267 | 249 | 93  | 1.     |
| přesun do AHL          |                            |        |    |    |    |    |    |     |     |     |        |
| 2001/02                | AHL (Západní divize)       | 2      | 82 | 37 | 7  | 5  | 31 | 250 | 236 | 86  | 4.     |
| 2002/03                | AHL (Západní divize)       | 2      | 82 | 43 | 8  | 4  | 25 | 276 | 237 | 98  | 2.     |
| 2003/04                | AHL (Západní divize)       | 2      | 82 | 42 | 9  | 3  | 26 | 246 | 208 | 96  | 3.     |
| 2004/05                | AHL (Západní divize)       | 2      | 82 | 49 | –  | 7  | 24 | 245 | 211 | 105 | 1.     |
| 2005/06                | AHL (Západní divize)       | 2      | 82 | 36 | –  | 12 | 32 | 278 | 275 | 84  | 5.     |
| 2006/07                | AHL (Západní divize)       | 2      | 82 | 46 | –  | 9  | 25 | 331 | 252 | 101 | 2.     |
| 2007/08                | AHL (Západní divize)       | 2      | 82 | 53 | –  | 5  | 22 | 300 | 226 | 111 | 1.     |
| 2008/09                | AHL (Západní divize)       | 2      | 82 | 38 | –  | 5  | 37 | 226 | 222 | 81  | 6.     |
| 2009/10                | AHL (Západní divize)       | 2      | 82 | 49 | –  | 7  | 24 | 264 | 214 | 105 | 1.     |
| 2010/11                | AHL (Západní divize)       | 2      | 80 | 39 | –  | 11 | 30 | 260 | 262 | 89  | 6.     |
| 2011/12                | AHL (Západní divize)       | 2      | 76 | 42 | –  | 7  | 27 | 213 | 193 | 91  | 1.     |
| 2012/13                | AHL (Středozápadní divize) | 2      | 76 | 37 | –  | 9  | 30 | 204 | 207 | 83  | 4.     |
| 2013/14                | AHL (Středozápadní divize) | 2      | 76 | 45 | –  | 10 | 21 | 239 | 191 | 100 | 1.     |
| 2014/15                | AHL (Středozápadní divize) | 2      | 76 | 40 | –  | 7  | 29 | 210 | 198 | 87  | 3.     |
| 2015/16                | AHL (Centrální divize)     | 2      | 76 | 33 | –  | 8  | 35 | 194 | 228 | 74  | 6.     |
| 2016/17                | AHL (Centrální divize)     | 2      | 76 | 44 | –  | 13 | 19 | 251 | 200 | 101 | 1.     |
| 2017/18                | AHL (Centrální divize)     | 2      | 76 | 42 | –  | 11 | 23 | 244 | 208 | 95  | 1.     |
| 2018/19                | AHL (Centrální divize)     | 2      | 76 | 44 | –  | 10 | 22 | 250 | 199 | 98  | 1.     |
| 2019/20                | AHL (Centrální divize)     | 2      | 61 | 27 | –  | 8  | 26 | 155 | 175 | 62  | 4.     |

### Play-off

#### IHL
| Sezona  | 1. kolo                   | 2. kolo                 | Finále konference       | Finále Turner Cupu       |
| ------- | ------------------------- | ----------------------- | ----------------------- | ------------------------ |
| 1994/95 | porážka, 0–3, Kalamazoo   | —                       | —                       | —                        |
| 1995/96 | postup, 3–1 San Francisco | porážka, 1–4, Las Vegas | —                       | —                        |
| 1996/97 | porážka, 1–3, San Antonio | —                       | —                       | —                        |
| 1997/98 | postup, 3–0, Manitoba     | postup, 4–2, Milwaukee  | postup, 4–2, Long Beach | titul, 4–3, Detroit      |
| 1998/99 | volný postup              | postup, 3–0, Manitoba   | porážka, 3–4, Houston   | —                        |
| 1999/00 | volný postup              | postup, 4–0, Long Beach | postup, 4–2, Houston    | titul, 4–2, Grand Rapids |
| 2000/01 | postup, 4–1, Milwaukee    | nehrálo se              | postup, 4–2, Manitoba   | porážka, 1–4, Orlando    |

#### AHL
| Sezona  | předkolo                                   | 1. kolo                                    | 2. kolo                                    | Finále konference                          | Finále Calder Cupu                         |
| ------- | ------------------------------------------ | ------------------------------------------ | ------------------------------------------ | ------------------------------------------ | ------------------------------------------ |
| 2001/02 | postup, 2–1, Cincinnati                    | postup, 3–2, Grand Rapids                  | postup, 4–3, Syracuse                      | postup, 4–1, Houston                       | Vítěz AHL, 4–1, Bridgeport                 |
| 2002/03 | —                                          | postup, 3–2, Hershey                       | porážka, 0–4, Grand Rapids                 | —                                          | —                                          |
| 2003/04 | —                                          | postup, 4–0, Grand Rapids                  | porážka, 2–4 Milwaukee                     | —                                          | —                                          |
| 2004/05 | —                                          | postup, 4–1, Houston                       | postup, 4–1, Cincinnati                    | postup, 4–0, Manitoba                      | Finále AHL, 0–4, Philadelphia              |
| 2005/06 | mužstvo se nekvalifikovalo                 | mužstvo se nekvalifikovalo                 | mužstvo se nekvalifikovalo                 | mužstvo se nekvalifikovalo                 | mužstvo se nekvalifikovalo                 |
| 2006/07 | —                                          | postup, 4–0, Milwaukee                     | postup, 4–2, Iowa                          | porážka, 1–4, Hamilton                     | —                                          |
| 2007/08 | —                                          | postup, 4–2, Milwaukee                     | postup, 4-3, Rockford                      | postup, 4-1, Toronto                       | Vítěz AHL, 4-2, Wilkes-Barre/Scranton      |
| 2008/09 | mužstvo se nekvalifikovalo                 | mužstvo se nekvalifikovalo                 | mužstvo se nekvalifikovalo                 | mužstvo se nekvalifikovalo                 | mužstvo se nekvalifikovalo                 |
| 2009/10 | —                                          | postup, 4–3, Milwaukee                     | porážka, 3-4, Texas                        | —                                          | —                                          |
| 2010/11 | mužstvo se nekvalifikovalo                 | mužstvo se nekvalifikovalo                 | mužstvo se nekvalifikovalo                 | mužstvo se nekvalifikovalo                 | mužstvo se nekvalifikovalo                 |
| 2011/12 | —                                          | porážka, 2–3, San Antonio                  | —                                          | —                                          | —                                          |
| 2012/13 | mužstvo se nekvalifikovalo                 | mužstvo se nekvalifikovalo                 | mužstvo se nekvalifikovalo                 | mužstvo se nekvalifikovalo                 | mužstvo se nekvalifikovalo                 |
| 2013/14 | —                                          | postup, 3–2, Rochester                     | porážka, 0-4, Toronto                      | —                                          | —                                          |
| 2014/15 | —                                          | porážka, 2-3, Utica                        | —                                          | —                                          | —                                          |
| 2015/16 | mužstvo se nekvalifikovalo                 | mužstvo se nekvalifikovalo                 | mužstvo se nekvalifikovalo                 | mužstvo se nekvalifikovalo                 | mužstvo se nekvalifikovalo                 |
| 2016/17 | —                                          | postup, 3–2, Charlotte                     | porážka, 1-4, Grand Rapids                 | —                                          | —                                          |
| 2017/18 | —                                          | porážka, 0-3, Rockford                     | —                                          | —                                          | —                                          |
| 2018/19 | —                                          | postup, 3-2, Grand Rapids                  | postup, 4-2, Iowa                          | postup, 4-2, San Diego                     | Finále AHL, 1-4, Charlotte                 |
| 2019/20 | sezona nedohrána kvůli pandemii koronaviru | sezona nedohrána kvůli pandemii koronaviru | sezona nedohrána kvůli pandemii koronaviru | sezona nedohrána kvůli pandemii koronaviru | sezona nedohrána kvůli pandemii koronaviru |

## Klubové rekordy

### Za sezonu
Góly: 60, Steve Maltais (1996/97)
Asistence: 91, Rob Brown (1995/96)
Body: 143, Rob Brown (1995/96)
Trestné minuty: 390 Kevin MacDonald (1994/95)
Průměr obdržených branek: 1.89 Richard Shulmistra (2000/01)
Procento úspěšnosti zákroků: .937, Richard Shulmistra (2000/01)

### Celkové
Góly: 454, Steve Maltais
Asistence: 497, Steve Maltais
Body: 951, Steve Maltais
Trestné minuty: 1061, Steve Maltais
Čistá konta: 16, Wendel Young
Vychytaná vítězství: 169, Wendel Young
Odehrané zápasy: 843, Steve Maltais